# Мероп
Мероп (грец. Μερόψ) — володар острова Кос. Коли Артеміда вбила його дружину німфу Евфемею, хотів заподіяти собі смерть, проте Гера перетворила його на кам'яного орла.
Мероп — цар Ефіопії.
Мероп — цар міста-держави Перкота на південному узбережжі Гелеспонту.